# Aenhenrya
Aenhenrya là một chi thực vật có hoa trong họ Lan.